# اسب رمیده

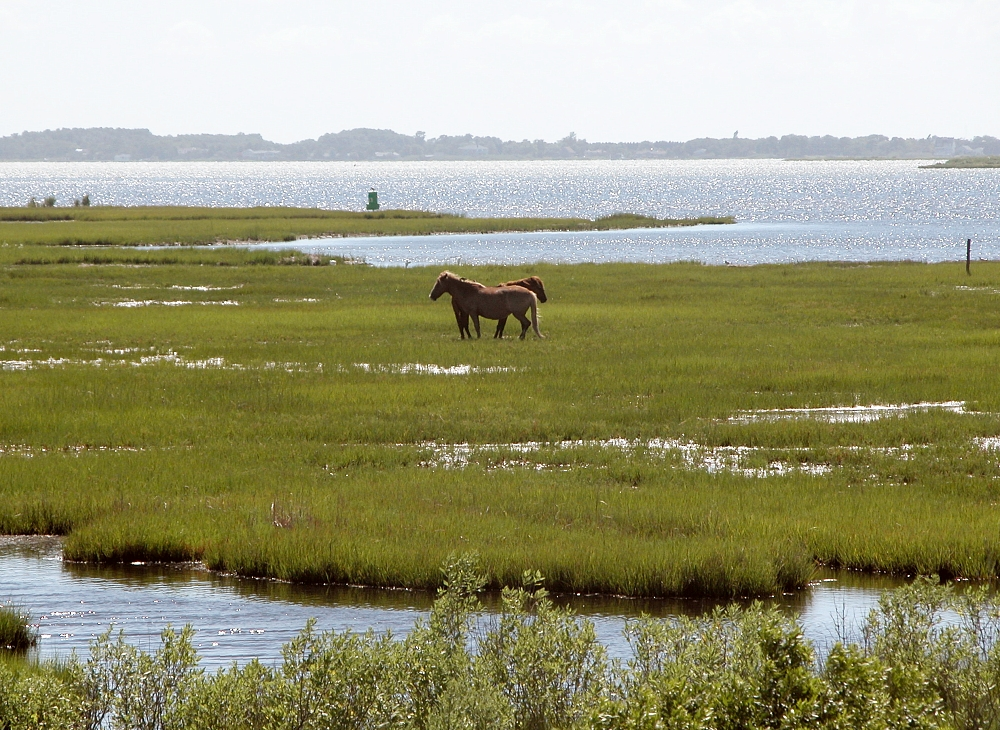
اسب‌های رمیده چینکوتیگ در جزیره آساتیگ، ویرجینیا

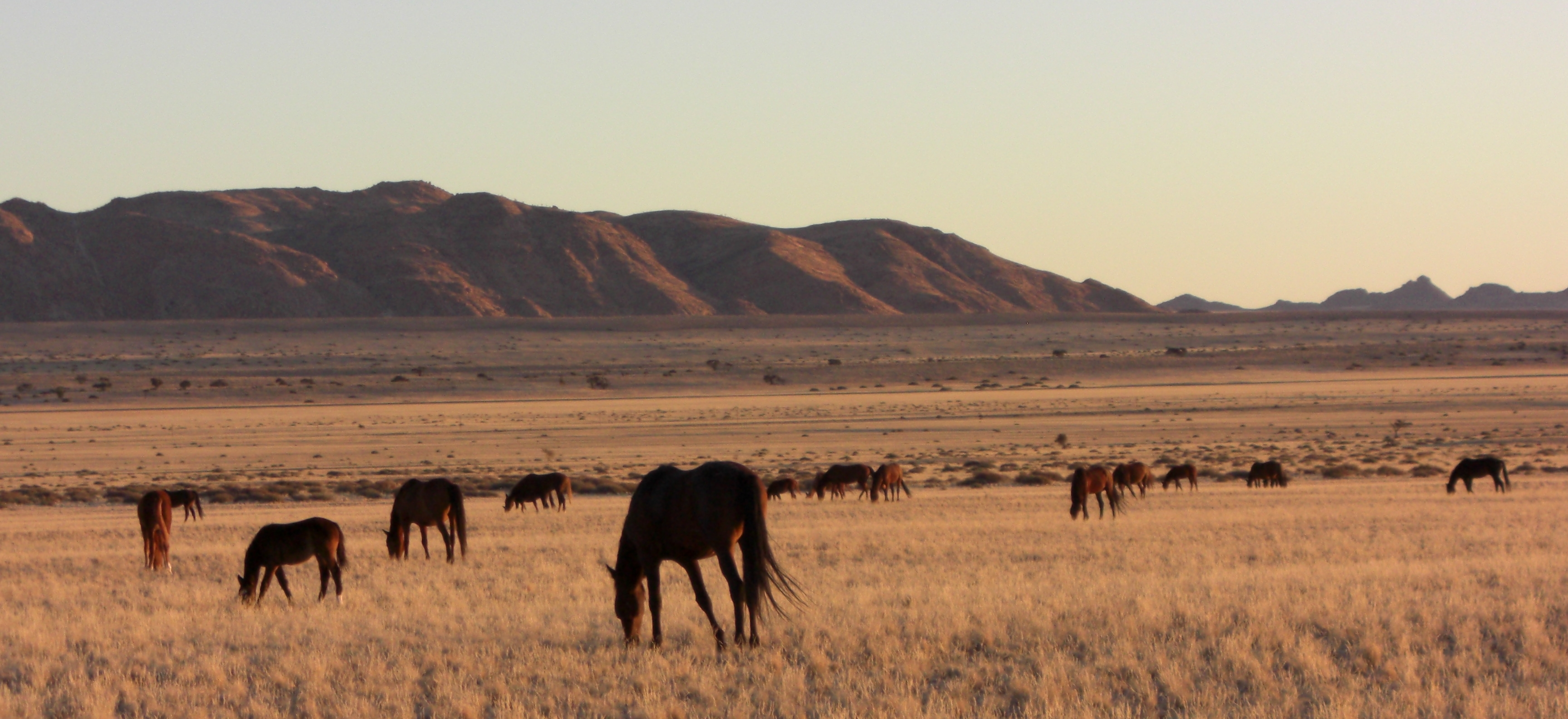
اسب‌های رمیده نامیب

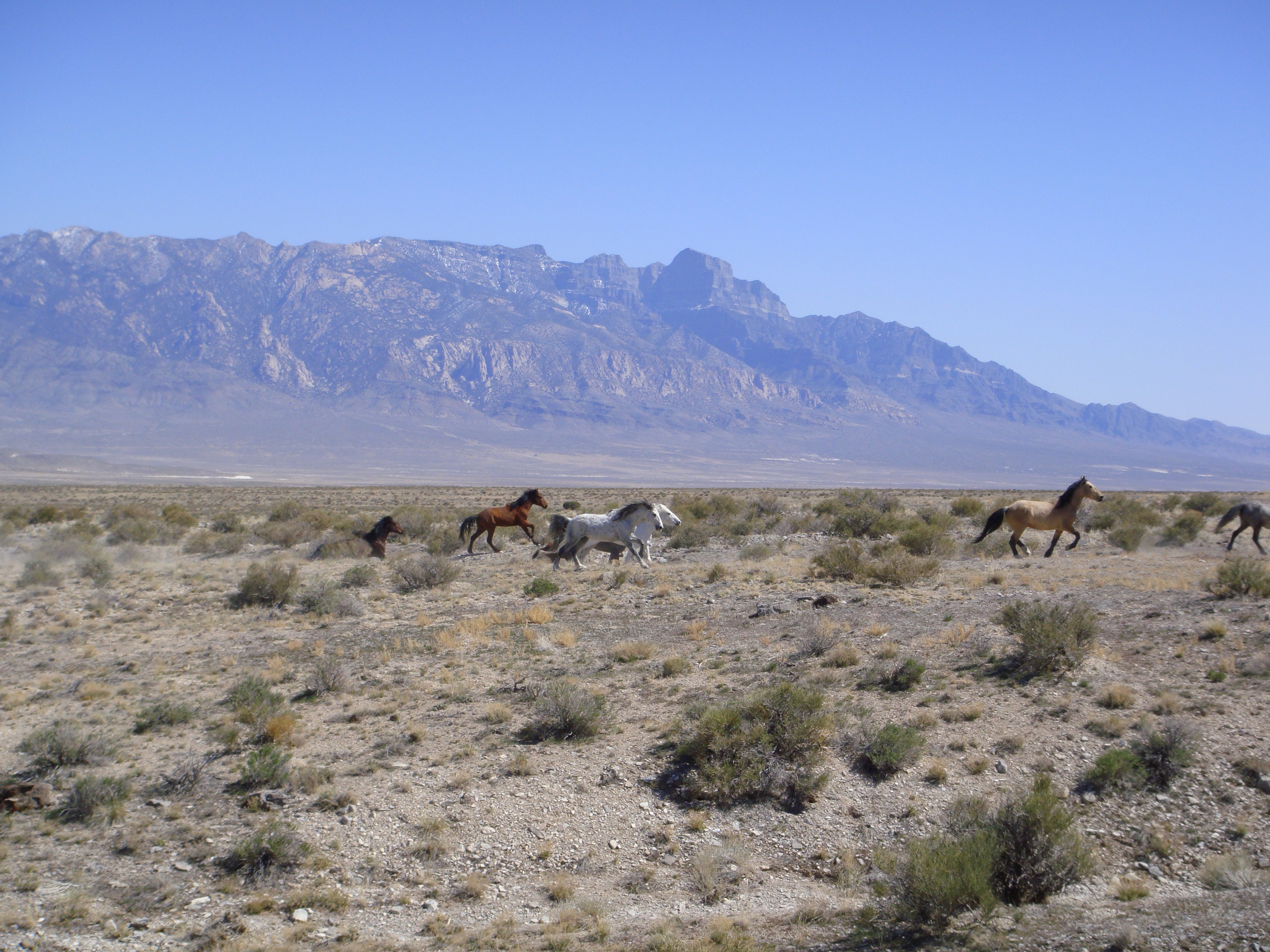
اسب‌های رمیده در دره تول، یوتا

اسب رمیده یا اسب یله به اسبی گفته می‌شود که آزادانه زندگی می‌کند، اما ریشه در نژادهای اهلی دارد. بنابراین، اصطلاح اسب رمیده به معنای دقیق زیست‌شناسی، به جانوری با پیشینه و اجداد غیر اهلی اشاره دارد و هر اسب وحشی را شامل نمی‌شود. با این حال، برخی جمعیت‌های اسب رمیده در چارچوب حیات‌وحش مدیریت می‌شوند و در کاربرد عامیانه، اغلب با عنوان «اسب وحشی» شناخته می‌گردند. اسب‌های رمیده عموماً از اسب‌های اهلی منشأ می‌گیرند که سرگردان شده، از اسارت گریخته یا عمداً در طبیعت رها شده‌اند و توانسته‌اند در آن زیست‌بوم به بقا و تولیدمثل ادامه دهند. دوری از انسان در طول زمان موجب می‌شود الگوهای رفتاری این جانوران به ویژگی‌های رفتاری اسب‌های وحشی شباهت بیشتری پیدا کند. شماری از این اسب‌ها که به‌صورت آزاد زندگی می‌کنند، اما گهگاه به‌ویژه در مالکیت خصوصی تحت کنترل یا مدیریت انسان قرار دارند، در ردهٔ «نیمه‌وحشی» طبقه‌بندی می‌شوند.
اسب‌های وحشی در دسته‌هایی زندگی می‌کنند که در منابع مختلف با عناوینی همچون «گله»، «گروه» یا «دسته» شناخته می‌شوند. گله‌های اسب وحشی، مشابه همتایان غیر اهلی خود، معمولاً از گروه کوچکی تشکیل شده‌اند که تحت رهبری یک مادیان غالب قرار دارند. این ساختار معمولاً شامل چند مادیان دیگر، کره‌های آن‌ها و اسب‌های نابالغ از هر دو جنس است. در اغلب موارد، تنها یک نر غالب در رأس گله قرار دارد، هرچند گاهی ممکن است چند نر کم‌غلبه نیز در گروه باقی بمانند.
در زیستگاه طبیعی، «گله»‌ها را بهتر می‌توان به‌عنوان مجموعه‌ای از چندین گروه کوچک توصیف کرد که قلمرویی مشترک را در اختیار دارند. این گروه‌ها معمولاً کوچک بوده و بین سه تا پنج رأس عضو دارند، هرچند در مواردی تعداد اعضا به بیش از دوازده نیز می‌رسد. ترکیب اعضای گروه در گذر زمان تغییر می‌کند؛ به‌عنوان نمونه، جانوران جوان پس از رسیدن به سن معینی از گروه زادگاهی خود رانده شده و به گروه‌های دیگر می‌پیوندند، یا نرهای جوان با به چالش کشیدن نرهای مسن‌تر در پی کسب تسلط بر می‌آیند.
با این حال، در زیست‌بوم‌های بسته – نظیر پناهگاه‌های ایزوله که امروزه بیشتر اسب‌های وحشی در آن زندگی می‌کنند – حفظ حداقلی از اندازهٔ جمعیت برای جلوگیری از کاهش تنوع ژنتیکی ضروری است. بر اساس مطالعات، برای پایداری جمعیتی در بلندمدت، شمار اسب‌ها یا الاغ‌های آزادگرد باید دست‌کم بین ۱۵۰ تا ۲۰۰ رأس باشد.